# Kolemas
Kolemas (ros. Колемас) – wieś (sieło) w Rosji, w obwodzie penzeńskim, w rejonie małosierdobińskim. W 2010 liczyła 107 mieszkańców.